# Ludwików (powiat koniński)
Ludwików – wieś w Polsce położona w województwie wielkopolskim, w powiecie konińskim, w gminie Kazimierz Biskupi.
W latach 1975–1998 miejscowość administracyjnie należała do województwa konińskiego.

## Demografia
Poniższa demografia posiada dane z 2021
| Opis                                | Ogółem | Ogółem | Kobiety | Kobiety | Mężczyźni | Mężczyźni |
| ----------------------------------- | ------ | ------ | ------- | ------- | --------- | --------- |
| Jednostka                           | osób   | %      | osób    | %       | osób      | %         |
| Populacja                           | 319    | 100    | 125     | 39,18   | 194       | 60,82     |
| Wiek przedprodukcyjny (0–17 lat)    | 45     | 14,11  | 18      | 5,64    | 27        | 8,46      |
| Wiek produkcyjny (18–65 lat)        | 225    | 70,53  | 73      | 22,88   | 152       | 47,65     |
| Wiek poprodukcyjny (powyżej 65 lat) | 49     | 15,36  | 34      | 10,66   | 15        | 4,7       |